# South Sydney Rabbitohs
Los South Sydney Rabbitohs son un equipo de rugby league del poblado de Redfern, al sur del área metropolitana de Sídney, Australia. Fue fundado en 1908 y ha jugado desde sus inicios la Liga de Rugby de Nueva Gales del Sur, hoy llamada National Rugby League. El club ostenta el récord de campeonatos con 21, y ha obtenido 13 subcampeonatos.
Los Rabbitohs jugaron de local en el Óvalo de Redfern entre 1948 y 1987. En 1988 se mudó al Sydney Football Stadium, y en 2006 se instaló en el Estadio ANZ. Sus principales rivales son los Sydney Roosters, el otro decano del rugby 13 de Australia, con el que disputa la Copa Ron Coote desde 2007. El equipo utiliza camiseta roja y verde a franjas horizontales, y su mascota es la liebre.
Como consecuencia de la guerra entre la ARL y la Super League, los Rabbitohs fueron expulsados de la nueva National Rugby League en 2000. Luego de batallas legales y una campaña que le permitió alcanzar los 22 000 socios, el equipo volvió para la temporada 2003, resultando últimos en tres de sus primeras cinco temporadas.
Russell Crowe y Peter Holmes à Court compraron el equipo en 2006, aunque el segundo se retiró dos años después. Los Rabbitohs alcanzaron los cuartos de final en 2007. Luego de tres años en mitad de tabla, fueron terceros en 2012 y segundos en 2013, alcanzando en ambos casos las semifinales. En 2014 ganaron el campeonato, lo que habían logrado por última vez en 1971.

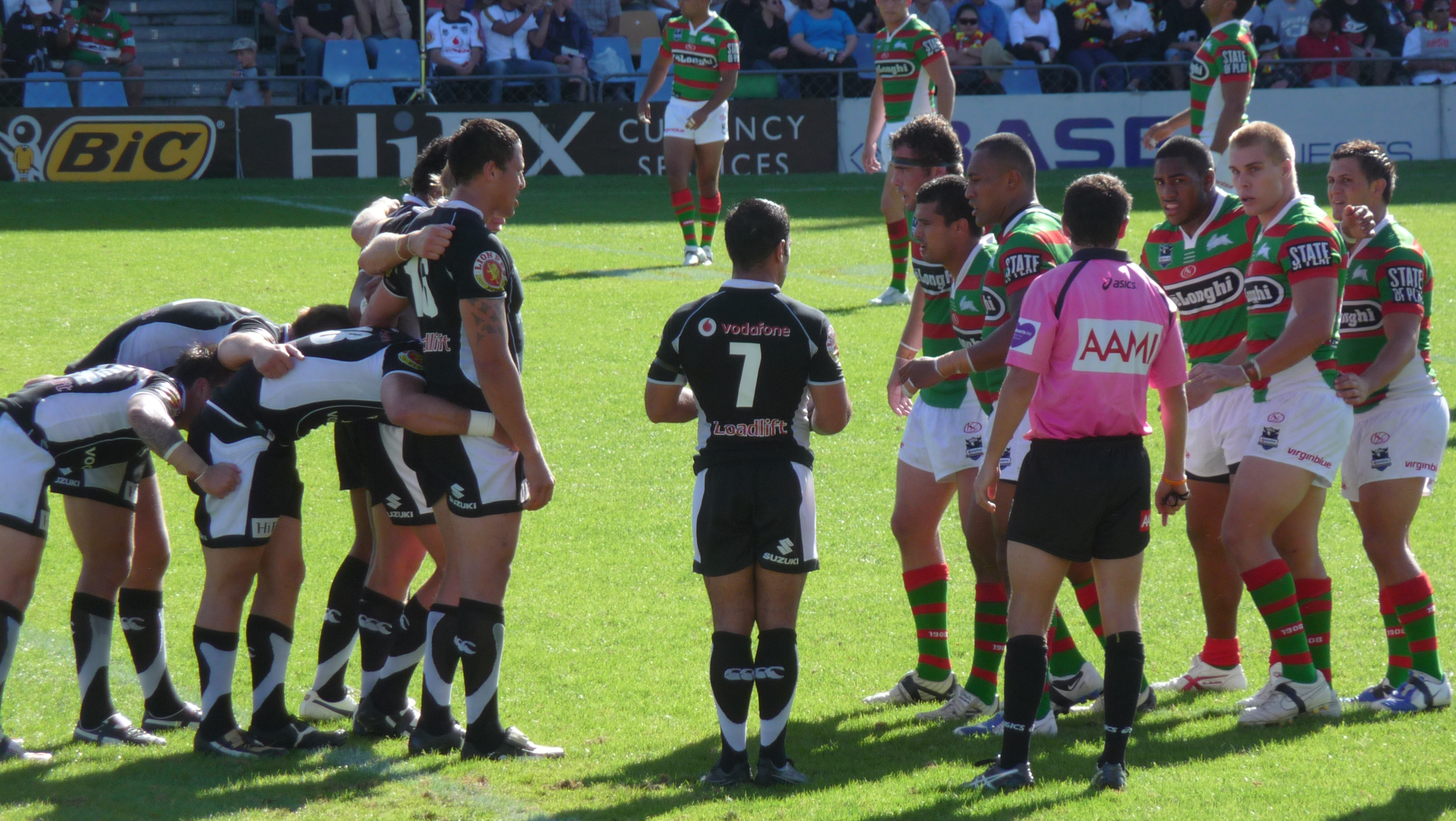
Partido de los South Sydney Rabbitohs

## Palmarés

### Campeonatos Mundiales
- World Club Challenge (1): 2015.

### Campeonatos nacionales
- National Rugby League (21): 1908, 1909, 1914, 1918, 1925, 1926, 1927, 1928, 1929, 1931, 1932, 1950, 1951, 1953, 1954, 1955, 1967, 1968, 1970, 1971, 2014.
- Minor Premiership (17): 1908, 1909, 1914, 1918, 1925, 1926, 1927, 1929, 1932, 1949, 1950, 1951, 1953, 1968, 1969, 1970, 1989
- NRL Nines (1): 2015